# Йоан от Коница
Свети Йоан от Коница е един от православните светци на Епир, новомъченик.
Роден е в Коница (когато града е седалище на епископа на Вела) с името Хасан. Родителите му са мюсюлмани. Баща му е с произход от Хиос, настоятел на дервишко теке и виден и уважаван член на мюсюлманската общност в Коница. Майка му е местна.
В Коница малкият Хасан не получава здраво религиозно образование. До 20-годишната си възраст израства в Коница, след което се мести в Янина, а малко след това във Врахори (днес Агринио). И в Янина, и във Врахори, Хасан е дервиш. Във Врахори обаче се сменя предстоятеля на местното дервишко теке, когото Хасан много уважавал. По начало Хасан бил мистично и крайно аскетично настроен към живота. Неприемайки новия дервишки настоятел, Йоан тайно пожелал пред местни православни свещеници – да приеме православието. Свещениците след като се убедили в непоколебимостта на Хасан, решили да го изпратят тайно на Итака, където да бъде покръстен. На Итака Хасан приема името Йоан, след което се завръща на материка и се установява в една махала на село в близост до Озерос, далеч от Врахори, за да не буди подозрение заради новата си вяра. Жени се за християнка и работи като полски пазач. В един момент решава да се отдаде на отшелничество и обръща една пещера на православен храм. Освен това често посещава православните селски параклиси и църкви в околността.
През 1813 г. бащата на Йоан е уведомен, че синът му се е обърнал във вярата и е кръстен в християнство, факт, който силно го разгневил. Поради тази причина, след като първоначално оплакал обръщането на сина си – изпраща доверени дервиши от своя орден да намерят сина му, и да се опитат по всякакъв начин да го убедят да се върне към мюсюлманската религия. Пратениците не успели в мисията си, но един от местните мюсюлмански селяни докладвал за Йоан на муселина (длъжност в административната йерархия на османците) във Врахори, че той е преминал от ислям в християнство, въпреки че е син на най-известния дервиш на Коница. Муселининът развълнуван от тази вест, веднага изпраща копои да арестуват Йоан и да го изправят на съд. Поради отказа на Йоан да се върне в бащината си религия, Йоан е осъден на смърт и екзекутиран под големия чинар, северозападно от старата църква „Св. Димитър“. Йоан първо е погребан в тази църква във Врахори, докато пет години след неговата смърт тленните му останки не са изровени и пренесени в Коница, за да бъдат изложени за поклонение. Всички се уверяват, че от от тях се носи благоуханно дихание, поради което чудо Йоан е канонизиран.
Подвигът на Хасан, приел името Йоан, е бързо забравен покрай бурните събития от гръцката завера. Една след Втората световна война и гражданската война в Гърция, се разкрива действителното значение на живота и страданията на светеца, който се почита на 23 септември, а намирането на мощите му след войните се отбелязва на 4 януари.